# 일본의 검사총장
검사총장(일본어: 検事総長 겐지소초[*])은 검찰청의 장이다. 최고검찰청의 장으로써 모든 검찰청의 직원을 지휘·감독하는 권한을 가지고 있다. 

## 개요
일본 검찰관 직위의 최상급에 위치한다. 내각총리대신이 임명하며, 정년은 65세이다. 1964년 이후부터 법무성 사무차관을 역임한 도쿄고등검찰청 검사장이 검사총장으로 승진하는 것이 관례가 되어 있다. 검찰의 공평성과 중립성을 지키기 위해 검사총장은 법무성의 특별기관이라는 지위를 가지며, 차장검사 및 검사장과 함께 인증관으로 대우받는다. 이는 직무상 대응되는 최고재판소장관과 고등재판소장관이 인증관이기 때문에 이들과의 균형을 맞출 필요가 있기 때문이다. 
다른 성청은 사무차관(차장)이 정치적 임명직을 제외하고는 직원의 정점에 서 있는 경우가 많지만 법무성 사무차관은 검사장, 차장검사, 검사총장에 이르는 검찰관의 출세 루트의 하나이기 때문에 이들보다 낮은 서열을 가진다.
검찰관이 개개의 사건에 대해 취조 및 처분을 할 때 법무대신은 지휘권을 행사할 수 있으며, 검사총장이 이에 따르지 않을 경우 직무상 의무위반에 따른 면직을 포함한 징계처분을 내릴 수 있다. 
검찰관은 각각이 검찰권을 행사하는 독임관청이지만 검찰권은 행정권에 속하고 전체로서 통일된 것이기 때문에 검찰관은 검사총장을 정점으로 한 지휘명령계통으로 되어 있다(검사 동일체의 원칙).

## 역대 대신

### 대검사
| 대수 | 이름                       | 임기                             | 비고 |
| ---- | -------------------------- | -------------------------------- | ---- |
|      | 기시라 가네야스 (岸良兼養) | 1875년 6월 7일 ~ 1877년 6월 28일 |      |

### 검사장
| 대수 | 이름                       | 임기                               | 비고 |
| ---- | -------------------------- | ---------------------------------- | ---- |
|      | 기시라 가네야스 (岸良兼養) | 1877년 6월 28일 ~ 1879년 12월 27일 |      |

### 칙임검사
| 대수 | 이름                       | 임기                                | 비고 |
| ---- | -------------------------- | ----------------------------------- | ---- |
|      | 기시라 가네야스 (岸良兼養) | 1879년 12월 27일 ~ 1880년 10월 25일 |      |
|      | 쓰루타 아키라 (鶴田皓)     | 1880년 7월 22일 ~ 1881년 10월 21일  |      |

### 대심원 검사장
| 대수 | 이름                     | 임기                               | 비고 |
| ---- | ------------------------ | ---------------------------------- | ---- |
|      | 와타나베 스스무 (渡辺驥) | 1881년 10월 24일 ~ 1886년 1월 21일 |      |
|      | 나무라 다이조 (名村泰蔵) | 1886년 1월 21일 ~ 1890년 8월 21일  |      |
|      | 미요시 다이조 (三好退蔵) | 1890년 8월 21일 ~ 1890년 10월 31일 |      |

### 검사총장
| 대수 | 이름                           | 임기                               | 비고                          |
| ---- | ------------------------------ | ---------------------------------- | ----------------------------- |
| 초대 | 미요시 다이조 (三好退蔵)       | 1880년 11월 1일 ~ 1891년 6월 3일   |                               |
| 2대  | 마쓰오카 야스코와 (松岡康毅)   | 1881년 6월 5일 ~ 1892년 8월 20일   | 도쿄공소원장 역임             |
| 3대  | 하루키 요시아키 (春木義彰)     | 1892년 8월 22일 ~ 1898년 6월 28일  |                               |
| 4대  | 요코타 구니오미 (横田国臣)     | 1898년 6월 28일 ~ 1898년 10월 15일 | 사법차관 역임                 |
| 5대  | 노자키 게이조 (野崎啓造)       | 1898년 11월 4일 ~ 1904년 4월 7일   |                               |
| 6대  | 요코타 구니오미 (横田国臣)     | 1904년 4월 7일 ~ 1906년 7월 3일    | 사법차관 역임                 |
| 7대  | 마쓰무로 이타스 (松室致)       | 1906년 7월 12일 ~ 1912년 12월 21일 |                               |
| 8대  | 히라누마 기이치로 (平沼騏一郎) | 1912년 12월 21일 ~ 1914년 4월 30일 | 사법차관 역임                 |
| 9대  | 히라누마 기이치로 (平沼騏一郎) | 1914년 5월 1일 ~ 1921년 5월 31일   | 사법차관 역임                 |
| 10대 | 히라누마 기이치로 (平沼騏一郎) | 1921년 6월 1일 ~ 1921년 10월 5일   | 사법차관 역임                 |
| 11대 | 스즈키 기사부로 (鈴木喜三郎)   | 1921년 10월 5일 ~ 1924년 1월 7일   | 사법차관 역임                 |
| 12대 | 고야마 마쓰키치 (小山松吉)     | 1924년 1월 7일 ~ 1932년 5월 26일   |                               |
| 13대 | 하야시 라이자부로 (林頼三郎)   | 1932년 5월 28일 ~ 1935년 5월 13일  |                               |
| 14대 | 미쓰유키 지로 (光行次郎)       | 1935년 5월 13일 ~ 1936년 12월 18일 | 도쿄공소원장 역임             |
| 15대 | 모토지 신쿠마 (泉二新熊)       | 1936년 12월 18일 ~ 1939년 2월 15일 |                               |
| 16대 | 기무라 쇼타쓰 (木村尚達)       | 1939년 2월 15일 ~ 1940년 1월 16일  | 도쿄공소원장 역임             |
| 17대 | 이와무라 미치요 (岩村通世)     | 1940년 1월 17일 ~ 1941년 7월 25일  |                               |
| 18대 | 마쓰자카 히로마사 (松阪広政)   | 1941년 7월 29일 ~ 1944년 7월 22일  |                               |
| 19대 | 나카노 나미스케 (中野並助)     | 1944년 7월 24일 ~ 1946년 2월 8일   |                               |
| 20대 | 기무라 도쿠타로 (木村篤太郎)   | 1946년 2월 8일 ~ 1946년 5월 22일   |                               |
| 21대 | 후쿠이 모리타 (福井盛太)       | 1946년 6월 19일 ~ 1947년 5월 2일   |                               |
| 22대 | 후쿠이 모리타 (福井盛太)       | 1947년 5월 3일 ~ 1950년 7월 13일   |                               |
| 23대 | 사토 도스케 (佐藤藤佐)         | 1950년 7월 14일 ~ 1957년 7월 23일  |                               |
| 24대 | 하나이 다다시 (花井忠)         | 1957년 7월 23일 ~ 1959년 5월 12일  |                               |
| 25대 | 기요하라 구니카즈 (清原邦一)   | 1959년 5월 12일 ~ 1964년 1월 8일   | 법무사무차관 역임             |
| 26대 | 바바 요시쓰구 (馬場義続)       | 1964년 1월 8일 ~ 1967년 11월 2일   | 법무사무차관, 도쿄고검장 역임 |
| 27대 | 이모토 다이키치 (井本臺吉)     | 1967년 11월 2일 ~ 1970년 3월 31일  |                               |
| 28대 | 다케우치 주헤이 (竹内壽平)     | 1970년 3월 31일 ~ 1973년 2월 2일   | 법무사무차관, 도쿄고검장 역임 |
| 29대 | 오사와 이치로 (大沢一郎)       | 1973년 2월 2일 ~ 1975년 1월 25일   | 법무사무차관, 도쿄고검장 역임 |
| 30대 | 후세 다케시 (布施健)           | 1975년 1월 25일 ~ 1977년 3월 20일  | 도쿄고검장 역임               |
| 31대 | 가미야 히사오 (神谷尚男)       | 1977년 3월 22일 ~ 1979년 4월 16일  | 도쿄고검장 역임               |
| 32대 | 쓰지 다쓰사부로 (辻辰三郎)     | 1979년 4월 17일 ~ 1981년 7월 22일  |                               |
| 33대 | 야스하라 요시호 (安原美穗)     | 1981년 7월 23일 ~ 1983년 12월 2일  | 법무사무차관 역임             |
| 34대 | 에바타 슈조 (江幡修三)         | 1983년 12월 2일 ~ 1985년 12월 19일 | 도쿄고검장 역임               |
| 35대 | 이토 시게키 (伊藤栄樹)         | 1985년 12월 19일 ~ 1988년 3월 24일 | 법무사무차관, 도쿄고검장 역임 |
| 36대 | 마에다 히로시 (前田宏)         | 1988년 3월 24일 ~ 1990년 5월 10일  | 법무사무차관, 도쿄고검장 역임 |
| 37대 | 가케 에이이치 (筧栄一)         | 1990년 5월 10일 ~ 1992년 5월 26일  | 법무사무차관, 도쿄고검장 역임 |
| 38대 | 오카무라 야스타카 (岡村泰孝)   | 1992년 5월 27일 ~ 1993년 12월 12일 | 법무사무차관, 도쿄고검장 역임 |
| 39대 | 요시나가 유스케 (吉永祐介)     | 1993년 12월 13일 ~ 1996년 1월 16일 | 도쿄고검장 역임               |
| 40대 | 도이 다카하루 (土肥孝治)       | 1996년 1월 16일 ~ 1998년 6월 23일  | 도쿄고검장 역임               |
| 41대 | 기타지마 게스케 (北島敬介)     | 1998년 6월 23일 ~ 2001년 7월 2일   | 도쿄고검장 역임               |
| 42대 | 하라다 아키오 (原田明夫)       | 2001년 7월 2일 ~ 2004년 6월 25일   | 법무사무차관, 도쿄고검장 역임 |
| 43대 | 마쓰오 구니히로 (松尾邦弘)     | 2004년 6월 25일 ~ 2006년 6월 30일  | 법무사무차관, 도쿄고검장 역임 |
| 44대 | 다다키 게이치 (但木敬一)       | 2006년 6월 30일 ~ 2008년 6월 30일  | 법무사무차관, 도쿄고검장 역임 |
| 45대 | 히와타리 도시아키 (樋渡利秋)   | 2008년 7월 1일 ~ 2010년 6월 17일   | 법무사무차관, 도쿄고검장 역임 |
| 46대 | 오바야시 히로시 (大林宏)       | 2010년 6월 17일 ~ 2010년 12월 27일 | 법무사무차관, 도쿄고검장 역임 |
| 47대 | 가사마 하루오 (笠間治雄)       | 2010년 12월 27일 ~ 2012년 7월 20일 | 도쿄고검장 역임               |
| 48대 | 오즈 히로시 (小津博司)         | 2012년 7월 20일 ~ 2014년 7월 18일  | 법무사무차관, 도쿄고검장 역임 |
| 49대 | 오노 고타로 (大野恒太郎)       | 2014년 7월 18일 ~ 2016년 9월 5일   | 도쿄고검장 역임               |
| 50대 | 니시카와 가쓰유키 (西川克行)   | 2016년 9월 5일 ~ 2018년 7월 25일   | 법무사무차관, 도쿄고검장 역임 |
| 51대 | 이나다 노부오 (稲田伸夫)       | 2018년 7월 25일 ~ 2020년 7월 17일  | 법무사무차관, 도쿄고검장 역임 |
| 52대 | 하야시 마코토 (林真琴)         | 2020년 7월 17일 ~ 2022년 6월 24일  | 도쿄고검장 역임               |
| 53대 | 가이 유키오 (甲斐行夫)         | 2022년 6월 24일 ~                  | 도쿄고검장 역임               |

## 같이 보기
- 일본 검찰청
- 일본의 차장검사